# Gamepot
주식회사 게임포트(Gamepot)는 일본의 온라인게임을 운영하는 기업이다.

## 개요
자국, 해외에서 개발된 온라인게임을 일본내에서 운영하고 있고, 일본온라인게임협회의 정회원(이사)이며, 현재는 So-net를 자회사로 두고 있다. 대표적인 게임으로는 팡야, 환타지아 제로가 있다. 모바일 콘텐츠도 운영하고 있다.